# Veracocha
Veracocha ist eine Trance-Kollaboration aus den Niederlanden, bestehend aus Ferry Corsten und Vincent de Moor. Der Name stammt von der Inka-Gottheit Viracocha.

## Werdegang
1999 wurde unter Veracocha die Single „Carte Blanche“ beim Label Positiva veröffentlicht. In den UK-Single-Charts erreichte sie Platz 22. Die Single erschien seither auf rund 200 Compilations und gilt heute als Trance-Klassiker. Es wurden auch mehrere Remixes (unter anderem von Cosmic Gate, Scot Project und Ronald van Gelderen) produziert. Veracocha selbst hat einen Remix von „Ayla“ von Ayla (dem deutschen Trance-DJ und Produzenten Ingo Kunzi) gemacht. Außer "Carte Blanche" existiert als weiterer Titel nur noch die B-Seite der Original-Pressung auf Deal Records, die den Titel Drafting trug. Auf Deal Records (Label der ehemaligen Combined Forces Distribution) erscheinen auch die ersten Remixe von "Carte Blanche", die in Neuauflagen aber nur teilweise bis gar nicht berücksichtigt wurden.
Im Jahr 2008 wurde eine neue Version von Carte Blance veröffentlicht, die in den niederländischen Singlecharts auf Platz 37 kam. 